# Eriocharis devestivus
Eriocharis devestivus är en skalbaggsart som beskrevs av Monné och Martins 1973. Eriocharis devestivus ingår i släktet Eriocharis och familjen långhorningar. Inga underarter finns listade i Catalogue of Life.